# Unia na rzecz Postępu i Reform
Unia na rzecz Postępu i Reform (francuski: Union pour le Progrès et le Changement, UPC) – partia polityczna w Burkina Faso. Partia ta określa siebie jako nieideologiczną. 

## Historia
Partia została powołana przez Zéphirina Diabré w 2010 roku po tym, jak opuścił on rządzący Kongres na rzecz Demokracji i Postępu. W wyborach parlamentarnych w 2012 zajęła trzecie miejsce, zdobywając 19 ze 127 miejsc w Zgromadzeniu Narodowym, stając się drugą co do wielkości partią w kraju. W wyborach parlamentarnych w 2015 roku otrzymała 21% głosów, zdobywając 33 mandaty. Jej kandydat na prezydenta Zéphirin Diabré zajął drugie miejsce z 30% głosów. 